# Euathlus
Euathlus este un gen de păianjeni din familia Theraphosidae.
Cladograma conform Catalogue of Life:
| Euathlus | \| \| Euathlus latithorax \| \| \| \| \| \| Euathlus pulcherrimaklaasi \| \| \| \| \| \| Euathlus truculentus \| \| \| \| \| \| Euathlus vulpinus \| \| \| \| |
|          | \| \| Euathlus latithorax \| \| \| \| \| \| Euathlus pulcherrimaklaasi \| \| \| \| \| \| Euathlus truculentus \| \| \| \| \| \| Euathlus vulpinus \| \| \| \| |
|          | Euathlus latithorax |
|          | |
|          | Euathlus pulcherrimaklaasi |
|          | |
|          | Euathlus truculentus |
|          | |
|          | Euathlus vulpinus |
|          | |